# Nachal Jazir
Nachal Jazir (hebrejsky: נחל יזיר) je vádí v severním Izraeli, cca 12 kilometrů jihozápadně od břehů Galilejského jezera.
Začíná v nadmořské výšce okolo 250 metrů na jižním okraji horského hřbetu Har Javne'el, respektive jeho nejjižnější části, která bývá někdy zvána Ramat Sirin. Jde o neosídlenou náhorní planinu, jejíž odlesněná vrcholová partie je zemědělsky využívána. K jihu i východu se odtud terén prudce propadá. Vádí směřuje k jihu bezlesou suchou krajinou a sestupuje do příkopové propadliny řeky Jordán, respektive do soutěsky na dolním toku vádí Nachal Tavor, krátce před jeho vyústěním do údolí Jordánu. Na dně tohoto kaňonu pak Nachal Jazir zleva ústí do Nachal Tavor.